# Tonestus
Tonestus là một chi thực vật có hoa trong họ Cúc (Asteraceae).

## Loài
Chi Tonestus gồm các loài: